# Gonatocerus elizabethae
Gonatocerus elizabethae is een vliesvleugelig insect uit de familie Mymaridae. De wetenschappelijke naam is voor het eerst geldig gepubliceerd in 1925 door Alexandre Arsène Girault. Hij noemde de soort naar zijn vrouw Elizabeth.